# Patricia McFadden

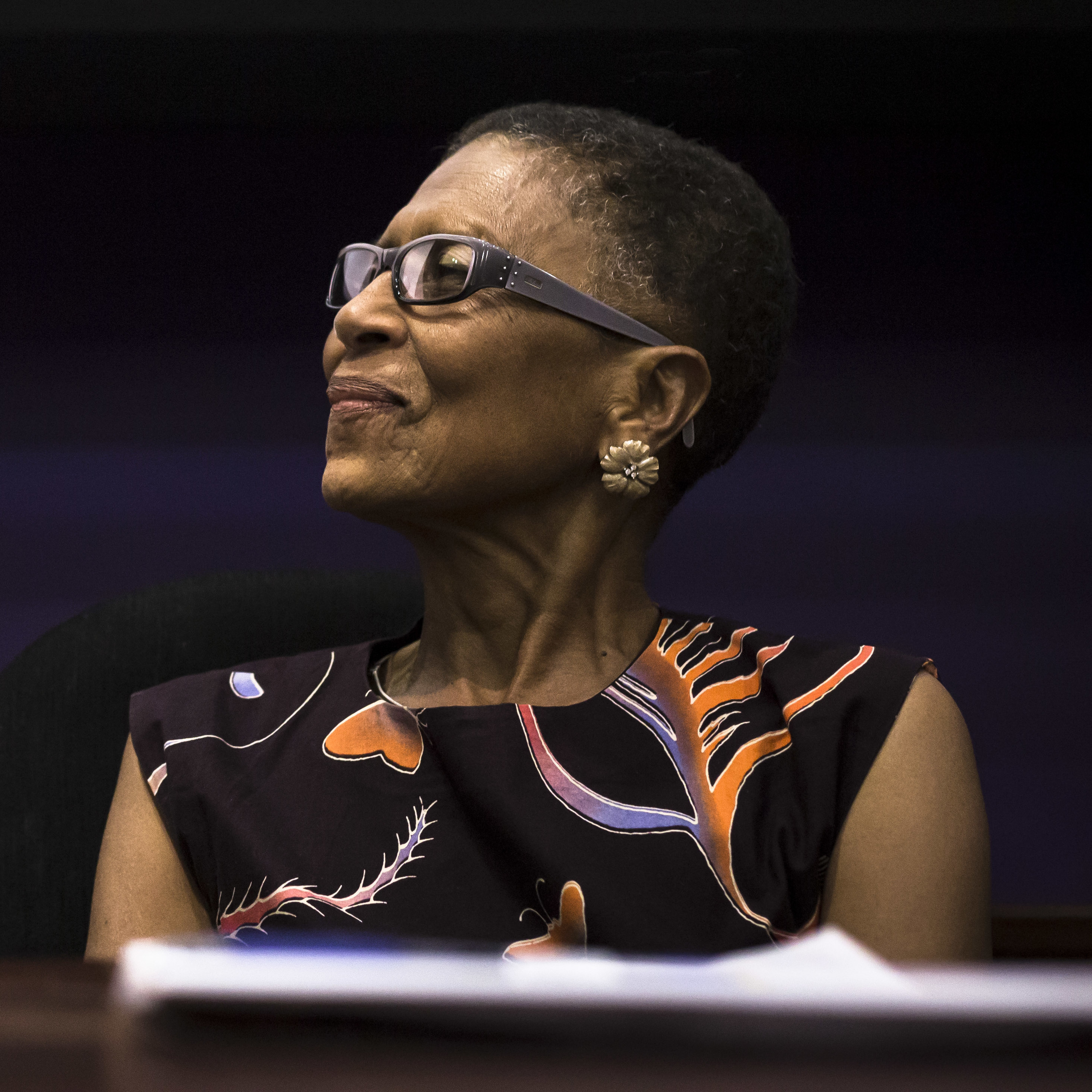
Patricia McFadden bei der Veranstaltung Histories of Embodied Entanglements, 5. September 2019, University of the Witwatersrand.

Patricia McFadden (* 1952) ist eine radikale Feministin, Soziologin, Essayistin, Pädagogin und Herausgeberin in Eswatini. Sie hat sich auch militant gegen Apartheid engagiert und ist in Afrika und der ganzen Welt gut vernetzt. Sie ist Chefredakteurin der Southern African Feminist Review und der African Feminist Perspectives. Außerdem ist sie Lektorin an verschiedenen Universitäten und arbeitet als feministische Beraterin, die Frauen bei der Schaffung institutionell nachhaltiger feministischer Räume im südlichen Afrika unterstützt.

## Leben
McFadden begann ihre Ausbildung an der University of Botswana and Swaziland, wo sie Politik, Verwaltung, Wirtschaft und Soziologie studierte. An der University of Dar es Salaam erwarb sie einen Master in Soziologie. 1987 machte sie in England einen Doktor an der University of Warwick.
Nach dem Studium arbeitete sie zunächst beim Programm des Southern African Regional Institute for Policy Studies (SARIPS) in Simbabwe. Dann wurde sie Redakteurin der Southern African Féminist Review (1995) und arbeitete als Direktorin des Centre d’études féministes in Harare, Simbabwe. Außerdem lehrte sie Sozialpolitik in einem Programm des SARIPS. 1997 wurde sie jedoch von den simbabwischen Behörden ausgewiesen. Daraufhin wurde sie Internationale Dekanin der Internationalen Frauenuniversität (IFU) in Hannover (1998–2000). Darüber hinaus wirkte sie als Dozentin an Cornell University, Spelman College, an Syracuse University und Smith College in den Vereinigten Staaten.

## Wirken
Sie wird als radikale Feministin bezeichnet und hat verschiedentlich an internationalen Universitäten, bei Konferenzen und Seminaren in Norwegen, Schweden, Dänemark, Namibia, Südafrika, Ghana, Dschibuti, Kenia, Uganda, Brasilien, China, Deutschland, Äthiopien, Großbritannien und anderen Ländern Vorträge gehalten. Als Essayistin sind ihre Hauptthemen: Sexualität, reproduktive und sexuelle Gesundheit, Identität, Sexualisierte Gewalt und Bürgerrechte für afrikanische Frauen.

## Auszeichnungen
1999 wurde ihr der Hellman/Hammett-Preis für Menschenrechte (Human Rights Watch) verliehen, eine Auszeichnung, die den Mut von Schriftstellern auf der ganzen Welt würdigt, die Ziel politischer Verfolgung waren.

## Werke
Essais
- Becoming Postcolonial: African Women Changing the Meaning of Citizenship. 2005.
- Challenging HIV and AIDS: Resistance and Advocacy in the Lives of Black Women in Southern Africa.
- War Through a Feminist Lens.
- Between a Rock and a Hard Place: Positioning Feminism in the ‘Africa Debate,’ and ‘Patriarchy’.
- Sexuality and Globalization.

Bücher
- Gender in Southern Africa: A Gendered Perspective. Sapes Books 1998.
- Reflections on Gender Issues in Africa. Sapes Books 1999.
- Reconceptualizing the Family in a Changing Southern African Environment. mit Sara C. Mvududu, Africa Institute of South Africa 2001.[7]